# 2047年6月23日日食
2047年6月23日日食为一次在协调世界时2047年6月23日出現的一次日偏食。該次日食食分為0.3129。

## 概述

此次日偏食過程中月影在地表移動的動畫

這次日食的食分是0.3129。

## 基本參數
- 類型：日偏食
- 食最大地點資料：
  - 日期：2047年6月23日
  - 時間：10時52分31秒
  - 地點：66N 178W
  - 食分：0.3129

## 外部連結
- NASA未來日食資料（页面存档备份，存于）
- 可見區域圖和時間統計：由弗雷德·埃斯佩纳克做出的日食預報，NASA/GSFC
  - Google互動地圖呈現的日食範圍
  - 貝塞爾元素